# Mitridat V. Pontski
Mitridat V. Everget ([Μιθριδάτης ὁ Eὐεργέτης] Napaka: {{Jezik-xx}}: transliteration text not Latin script (pos $1) (pomoč)) je bil sedmi kralj Pontskega kraljestva, * ni znano, † ok. 120 pr. n. št.
Bil je grško-makedonskega in perzijskega porekla, sin kralja Farnaka I. in kraljice Nise. Njegova mati naj bi umrla med sestrinim porodom. Na pontskem prestolu je nasledil svojo teto Laodiko in strica Mitridata IV. Okoliščine njegovega prihoda na prestol niso povsem jasne. 
Mitridat V. je nadaljeval zavezništvo z Rimom, ki so ga začeli njegovi predhodniki. Med tretjo punsko vojno je podprl Rim z nekaj ladjami in majhno pomožno vojsko. Kasneje ga je podprl tudi v vojni proti pergamonskemu kralju Eumenu III. (vladal 131–129 pr. n. št.). Rimski konzul Manij Akvilij ga je za zasluge nagradil s provinco Frigijo. Rimski senat je zaradi podkupovanja preklical dejanja rimskega konzula, vendar se zdi, da je Mitridat obdržal Frigijo do svoje smrti. Moč svojega kraljestva je okrepil s poroko svoje hčere Laodike s kapadoškim kraljem Ariaratom VI. Konec njegove vladavine je mogoče določiti le približno na podlagi izjav o pristopu njegovega sina Mitridata VI., kar naj bi se zgodilo leta 120 pr. n. št. Njegov pristop naj bi hkrati pomenil konec vladavine Mitridata V.  
Mitridat V. je bil okoli leta 120 pr. n. št. umorjen v Sinopu. Na razkošnem banketu, ki ga je priredil on sam, so ga zastrupili neznani storilci. Iz ohranjenih kovancev in častnih napisov, ki navajajo njegove donacije Atenam in Delosu, je razvidno, da je bil velik dobrotnik in častilec grškega boga Apolona.  Njemu je posvečen tudi dvojezični napis, ki je zdaj na ogled v  Kapitolskih muzejih v Rimu. Pokopan je bil v kraljevih grobnicah svojih prednikov v Amasiji. 

## Družina
Mitridat V. je bil poročen z grško selevkidsko princeso Laodiko VI., hčerko Antioha IV. Epifana in Laodike IV., s katero je bil v sorodu.  
Laodika je v zakonu rodila  osem otrok:  
- Laodiko Kapadoško,
- Mitridata VI.,
- Mitridata Kresta,
- Laodiko,
- Niso,
- Roksano in
- Statiro.

Roksana in Statira sta morali po padcu Pontskega kraljestva leta  63 pr. n. št. storiti samomor z zastrupitvijo. Niso so ujeli Rimljani in jo razkazovali na triumfalnem pohodu dveh rimskih generalov.